# Napoleon Dynamite
Napoleon Dynamite este un film de comedie american din 2004 produs de Jeremy Coon⁠(d), Chris Wyatt⁠(d) și Sean Covel⁠(d) în baza unui scenariu de Jared și Jerusha Hess⁠(d). Filmul este regizat de Jared Hess. Protagonistul este un licean tocilar⁠(d) - interpretat de Jon Heder - care se confruntă cu mai multe dileme: prietenia cu un imigrant care dorește să devină președintele clasei, o relație de dragoste stângace cu o colegă de liceu și traiul alături de familia sa ciudată.
Filmul a fost primul lungmetraj bazat pe o poveste adevărată regizat de Hess și este parțial adaptat după un scurtmetraj anterior intitulat Peluca⁠(d). Napoleon Dynamite a fost achiziționat în cadrul Festivalului de film Sundance de către Fox Searchlight Pictures, care l-a lansat cu ajutorul MTV Films⁠(d) și Paramount Pictures. Filmul a fost turnat la Liceul Preston⁠(d) și în diferite zone din comitatul Franklin, Idaho în vara anului 2003. A fost prezentat la Festivalul de film de la Sundance în ianuarie 2004. Majoritatea scenelor din film sunt vag influențate de episoade din viața lui Jared Hess. Venitul brut al filmului la nivel mondial a fost de 46.122.713 de dolari. Filmul are astăzi o bază de fani dedicați⁠(d) și a fost votat pe locul 14 în lista celor mai amuzante 100 de filme de către canalul Bravo.

## Intriga
Napoleon Dynamite (Jon Heder) este un tânăr ciudat și singuratic în vârsta de 16 ani din Preston, Idaho⁠(d). Acesta locuiește împreună cu bunica sa, Carlinda Dynamite, și cu fratele său mai mare, Kip Ronal „Kip” Dynamite. Napoleon se află mereu într-o stare de reverie, înfruntând fără tragere de inimă diverși bătăuși care îl chinuiesc în timpul școlii.
Bunica sa este implicată într-un accident cu ATV-uri și îi cere unchiului Rico să aibă grijă de băieți cât timp se recuperează. Rico - un fost atlet cochet de vârstă mijlocie care locuiește într-o rulotă⁠(d) - îl tratează pe Napoleon ca pe un copil. El profită de această oportunitate și, împreună cu Kip, începe să vândă articole din ușă în ușă⁠(d), sperând să se îmbogățească. Kip își dorește să obțină bani pentru ca prietena sa din Detroit, LaFawnduh, să-l poată vizita în timp ce Rico consideră că averea îl va ajuta să scape de frustrările cauzate de aspirațiile sale iluzorii la o carieră în NFL și recenta despărțire.
Napoleon se împrietenește cu doi elevi din școala sa: Deb, o fată timidă care gestionează mici afaceri cu scopul de a strânge bani pentru facultate, și Pedro, un student îndrăzneț, dar calm, din Juarez⁠(d), Mexic. Încep pregătirile pentru balul absolvenților⁠(d). Pedro îi propune lui Summer Wheatley, o fată populară, să-l însoțească la bal, dar este respins. Apoi o întreabă pe Deb, iar această acceptă cu bucurie invitația. Pedro îl încurajează pe Napoleon să-și găsească o parteneră pentru bal și acesta  o alege pe colega sa populară, Trish, din anuarul școlii. Napoleon desenează un portret stângaci și i-l oferă drept cadou prin intermediul mamei ei, unul dintre clienții unchiului său. Rico îi spune povești jenante despre Napoleon pentru a obține simpatie din partea sa, motiv pentru care îi cumpără produsele și o obligă pe Trish să accepte invitația la bal. Cei doi ajung împreună la bal, însă această îl abandonează, fapt care o determină pe Deb să danseze cu Napoleon.
Pedro decide să candideze împotriva lui Summer pentru funcția de președinte al clasei. Echipele celor doi candidați împart fluturași și ornamente pentru a obține voturi. Ca să obțină respect și să demonstreze că sunt abili, Napoleon și Pedro participă la o competiție organizată de Future Farmers of America⁠(d). Aceștia câștigă medalii, însă nu și popularitate în rândul studenților. Mai mult, Napoleon vizitează un magazin second-hand⁠(d) și cumpără o caseta VHS intitulată D-Qwon's Dance Grooves pentru a învăța diverse mișcări de dans.
Iubita lui Kip, LaFawnduh, sosește din Detroit și îi schimbă stilul de îmbrăcăminte. Observând că lui Napoleon îi place să danseze, aceasta îi oferă un mixtape.
Între Rico și Napoleon apar conflicte după ce acesta a continuat să răspândească zvonuri jenante despre el potențialilor săi clienți. Rico încearcă să-i vână lui Deb un produs pentru augmentarea sânilor, susținând că a fost ideea lui Napoleon, fapt care distruge prietenia dintre cei doi. Schema sa ia sfârșit în momentul în care încearcă să-i vândă produse soției instructorului de arte marțiale din oraș, Rex. Acesta îl atacă pe Rico după ce sosește acasă exact în timpul demonstrării modului în care funcționează produsul.
Summer susține un discurs în fața studenților în ziua alegerilor și apoi pune în scenă un dans pe melodia „Larger than Life⁠(d)” a celor din Backstreet Boys împreună cu un club școlar. Deznădăjduit, Pedro susține un discurs neimpresionant după ce află că și el trebuie să interpreteze o scenetă. Pentru a salva campania lui Pedro, Napoleon îi dă mixtape-ul primit inginerului de sunet și realizează un dans spontan pe melodia „Canned Heat⁠(d)” a formației Jamiroquai. Dansul lui Napoleon primește ovații⁠(d) din partea studenților, fapt care îi lasă cu gura căscată pe Summer și iubitul acesteia, Don.
Pedro devine președintele clasei; Kip și LaFawnduh pleacă cu autobuzul în Michigan, Rico se reîmprietenește cu fosta sa iubită, bunica se întoarce din spital, iar Napoleon și Deb redevin prieteni.

## Distribuția
- Jon Heder - Napoleon Dynamite
- Efren Ramirez - Pedro Sánchez
- Tina Majorino - Deborah „Deb” Bradshaw
- Aaron Ruell - Kipland Robert „Kip” Dynamite
- Jon Gries - Rico Dynamite
- Haylie Duff⁠(d) - Summer Wheatley
- Emily Kennard⁠(d) - Trisha Stevens
- Shondrella Avery⁠(d) - LaFawnduh Lucas
- Sandy Martin - bunica Carlinda Dynamite
- Diedrich Bader - Rex
- Trevor Snarr - Don
- Ellen Dubin⁠(d) - mătușa Ilene